# NGC 4516
NGC 4516 is een balkspiraalstelsel in het sterrenbeeld Hoofdhaar. Het hemelobject werd op 8 april 1784 ontdekt door de Duits-Britse astronoom William Herschel.

## Synoniemen
- UGC 7703
- MCG 3-32-67
- ZWG 99.87
- VCC 1479
- PGC 41661